# Passendale (Käse)
Als Passendale bezeichnet man einen belgischen halbfesten Schnittkäse. Der Name leitet sich von der ehemals eigenständigen Gemeinde Passendale, heute Teil von Zonnebeke in Provinz Westflandern, ab. Dort befand sich die Käserei der Eheleute Romain Donck und Germaine Spruytte, welche den Käse entwickelten.
Der Passendale ist ein Käse aus pasteurisierter Kuhmilch mit 50 % Fett i. Tr. Die Entwickler gaben an, dass sie sowohl von der Tradition belgischer Klosterkäse inspiriert wurden als auch Grundzüge der Herstellung niederländischen Schnittkäses übernahmen. Die Laibe werden traditionell von Hand gekäst. Die Reifephase beträgt ca. 45 Tage. Danach haben sie ein Gewicht von 3 kg bis 6 kg. Die harte bräunliche Rinde ist mit Edelschimmel überzogen. Der schnittfeste Teig ist von hellgelber Farbe. Er ist geschmeidig und ist sortentypisch mit kleinen unregelmäßigen Löchern durchzogen. Der Geruch wird mit dezent und würzig beschrieben, der Geschmack vollmundig und mild-würzig. Je nach Reife- und Lagerdauer weichen die Merkmale deutlich voneinander ab. Während er jung als mild empfunden wird, nimmt das Aroma und die Würze mit der Dauer zu.
Er wird in den Varianten Classic, Charactere, Fruit, Light und Prelude angeboten.